# Roliça
Roliça es una freguesia portuguesa del municipio de Bombarral, con 5,68 km² de superficie y 2808 habitantes (2011). Su densidad de población es de 118,3 hab/km².